# Piece by Piece (album của Kelly Clarkson)
Piece by Piece là album phòng thu thứ bảy của nữ ca sĩ người Mĩ Kelly Clarkson. Album được phát hành vào ngày 27 tháng 2 năm 2015 thông qua hãng RCA Records. Là sự tiếp nối album Giáng sinh đầu tiên của Clarkson, Wrapped in Red (phát hành năm 2013); Piece by Piece là album phòng thu cuối cùng của cô được phát hành trong hợp đồng thu âm với hãng RCA sau khi giành chiến thắng trong chương trình truyền hình thực tế American Idol vào năm 2002.
Piece by Piece chứng kiến sự tái hợp của Clarkson với những người thường xuyên cộng tác với cô, bao gồm: Greg Kurstin, Jesse Shatkin, Jason Halbert, Eric Olson và Chris DeStefano. Việc cô mang thai đứa con đầu lòng đã gây khó khăn cho cô trong lúc cố gắng viết thêm năm bài hát mới cho album. Do đó, cô thu thập chất liệu từ những người viết nhạc như Sia, Matthew Koma, MoZella, Bonnie McKee, David Jost, ca sĩ trưởng nhóm Semi Precious Weapons Justin Tranter, và thành viên cũ của Cobra Starship Ryland Blackinton, cùng với một vài người khác. Lấy cảm hứng từ quá trình sản xuất dàn hợp xướng trong Wrapped in Red, Clarkson mong muốn tất cả bài hát trong album mang âm hưởng như trong một album nhạc phim, lấy ý tưởng từ nhạc phim của hai bộ phim điện ảnh Cruel Intentions (1999) và Love Actually (2003), đồng thời ủy thác việc sắp xếp dàn nhạc cho Joseph Trapanese. Album được minh họa bằng bản thu âm chủ đề với nội dung về câu chuyện của một cá nhân, được ghép bằng nhiều mảnh ghép có chủ đề khác nhau: sự đau khổ trong tình yêu, những rắc rối của bản thân, hòa bình và sự trao quyền lực. Âm nhạc của Piece by Piece bao gồm electropop, orchestral pop và electronic dance music, đánh dấu một bước chuyển mình khỏi những âm thanh pop rock, vốn chi phối hầu hết các album trước đó của cô. John Legend cũng được mời tham gia hợp tác trong album.
Piece by Piece nhận được phản hồi tích cực từ các nhà phê bình âm nhạc; họ tán dương khả năng xử lý giọng hát của Clarkson. Các chỉ trích chủ yếu xoay xung quanh vấn đề sản xuất của album, cùng với việc sắp xếp chỉ quá tập trung vào những giai điệu mid-tempo. Về thương mại, đây là album thứ ba của cô ra mắt tại vị trí quán quân bảng xếp hạng US Billboard 200 với doanh số đạt 97.000 bản trong tuần đầu phát hành. Đĩa đơn mở đường cho album, "Hearbeat Song", đã lọt vào top 40 bảng xếp hạng US Billboard Hot 100. Đĩa đơn thứ hai, "Invincible" phát hành vào ngày 18 tháng 5 năm 2015; trong khi bài hát có tựa đề trùng với tên album ra mắt ở vị trí thứ 8 trên Hot 100 sau màn trình diễn ca khúc của Clarkson trong mùa thứ 15 của chương trình American Idol. Chuyến lưu diễn hỗ trợ cho album, Piece by Piece Tour, khởi động vào ngày 11 tháng 7 năm 2015. Vào ngày 7 tháng 12 năm 2015, Piece by Piece nhận được đề cử cho Giải Grammy cho Album giọng pop xuất sắc nhất tại Giải Grammy lần thứ 58. Với lần đề cử thứ 4 ở hạng mục này, Clarkson phá kỷ lục cho nghệ sĩ có nhiều đề cử nhất mà trước đó cô từng nắm giữ cùng với Madonna, P!nk, Sarah McLachlan và Justin Timberlake. Đĩa đơn mở đường cho album, "Heartbeat Song", cũng nhận được đề cử Giải Grammy cho Trình diễn đơn ca pop xuất sắc nhất. Ngày 4 tháng 3 năm 2016, RCA phát hành Piece by Piece Remixed, trong đó bao gồm các bản phối lại của 10 ca khúc trong album.

## Phát hành
Piece by Piece được phát hành lần đầu vào ngày 27 tháng 2 năm 2015 tại khu vực Châu Âu và Châu Đại dương bởi RCA Records thông qua công ty mẹ Sony Music Entertainment. Vào ngày 3 tháng 3 năm 2015, album được phát hành tại châu Mĩ bởi RCA và hãng 19 Recordings. Cũng vào ngày hôm đó, một phiên bản giới hạn phát hành dưới định dạng box set được phát hành, bao gồm một phiên bản cao cấp của album và 17 mảnh ghép ghi lời bài hát được chứa trong một hộp hình nổi 3 chiều được gắn tem tương ứng với mỗi bài hát. Một mã đặt trước vé cho chuyến lưu diễn hỗ trợ album cũng được ẩn trong mỗi box set. Hai bản thu âm LP của Piece by Piece sẽ tiếp nối CD và phát hành vào ngày 24 tháng 3 năm 2015. Để kỷ niệm một năm ngày phát hành album, RCA phát hành phiên bản cao cấp ở dạng kỹ thuật số của Piece by Piece vào ngày 4 tháng 3 năm 2016. Phiên bản có bao gồm "phiên bản Idol" của ca khúc trùng tên với album.

### Quảng bá
Từ ngày 23 tháng 2 năm 2015 đến ngày 27 tháng 2 năm 2015, RCA ra mắt liên tiếp các bài hát "Invincible", "Piece by Piece", "Run Run Run", "Take You High", và "Someone" như các đĩa đơn quảng bá Clarkson bình luận về chiến dịch ra mắt: "Tôi không thể nhớ ra được ai đã nảy ra kế hoạch này, nhưng đây là một ý tưởng thông minh. Album là một tổng thể, và cũng là một thế giới riêng biệt; nên việc có vài cách xây dựng dự đoán của mọi người về album là rất hay. Điều này sẽ tốt khi họ được nghe một phần nhỏ của một bản thu âm lớn, và sau đó họ có thể đánh giá rằng album này không chỉ được tạo nên bởi một đĩa đơn." Từ ngày 26 tháng 2 năm 2015 đến ngày 2 tháng 3 năm 2015, RCA, The Hershey Company và Viacom Media Networks tiến hành chiến dịch ra mắt các bài hát "Let Your Tears Fall", "Tightrope", "War Paint", "Dance with Me", và "Good Goes the Bye" trên kênh âm nhạc của Viacom MTV, VH1, và CMT.
Vào đêm trước ngày phát hành, Piece by Piece được giới thiệu trong buổi tiệc ra mắt album tại iHeartRadio Theater ở thành phố New York, một phần của bữa tiệc này được truyền hình trực tiếp trên tất cả các trạm phát thanh hot adult contemporary và contemporary hit radio của iHeartRadio xuyên khắp Hoa Kỳ. Clarkson cũng đồng thời biểu diễn "Heartbeat Song" trên các chương trình truyền hình trực tiếp, và ra mắt bài hát trong chương trình The Graham Norton Show vào ngày 20 tháng 2 năm 2015, và trong chương trình Loose Women và The Tonight Show Starring Jimmy Fallon vào ngày 2 tháng 3 năm 2015, và trong Good Morning America vào ngày 3 tháng 3 năm 2015. Trong màn xuất hiện trong chương trình Good Morning America, Clarkson thông báo về chuyến lưu diễn đầu tiên kéo dài 38 ngày của cô để hỗ trợ cho album, mang tên Piece by Piece Tour. Chuyến lưu diễn bắt đầu tại Hershey, Pennsylvania vào ngày 11 tháng 7 năm 2015.

### Các đĩa đơn
"Heartbeat Song", đĩa đơn mở đường cho Piece by Piece, ra mắt vào ngày 12 tháng 1 năm 2015. Nhận được nhiều phản hồi tích cực trong lần phát hành đầu tiên, các nhà phê bình âm nhạc mô tả ca khúc như một lễ hội ăn mừng sự trở lại của Clarkson trong nền âm nhạc đại chúng. "Heartbeat Song" lọt vào Top 40 của bảng xếp hạng Billboard Hot 100, đồng thời cũng lọt vào Top 40 trên bảng xếp hạng của 7 quốc gia, trong đó có một vị trí trong top 10 của bảng xếp hạng Official UK Singles Chart. Clarkson cũng thông báo kế hoạch phát hành "Invincible" thành đĩa đơn thứ hai từ album, cũng như dự định thực hiện các bản phối lại các bài hát "Take You High" và "Dance with Me" theo thể loại dance. RCA phát hành "Invincible" thành đĩa đơn thứ hai từ album vào ngày 18 tháng 5 năm 2015. Ca khúc chủ đề, "Piece by Piece", được phát hành thành đĩa đơn thứ ba từ album trên hệ thống đài phát thanh hot adult contemporary vào ngày 9 tháng 11 năm 2015.

## Tiếp nhận

### Đánh giá chuyên môn
| Đánh giá chuyên môn | Đánh giá chuyên môn |
| Điểm trung bình     | Điểm trung bình     |
| Nguồn               | Đánh giá            |
| ------------------- | ------------------- |
| Metacritic          | 63/100              |
| Nguồn đánh giá      |                     |
| Nguồn               | Đánh giá            |
| AllMusic            | [ 28 ]              |
| Billboard           | [ 29 ]              |
| The Guardian        | [ 30 ]              |
| Idolator            | [ 31 ]              |
| New York Daily News | [ 32 ]              |
| Newsday             | B                   |
| The Observer        | [ 34 ]              |
| PopMatters          | [ 35 ]              |
| Rolling Stone       | [ 36 ]              |
| Slant Magazine      | [ 37 ]              |

### Thương mại
Trước khi phát hành tại Hoa Kỳ, giới quan sát dự báo album sẽ đạt doanh số ít nhất là 90.000 bản trong tuần đầu phát hành. Ra mắt với 83.000 bản là album truyền thống, Piece by Piece mở màn tại vị trí quán quân bảng xếp hạng US Billboard 200 với tổng doanh số đạt 97.000 bản. Đây là album đầu tiên của Clarkson đạt vị trí quán quân bảng xếp hạng Billboard 200 trong vòng 6 năm trở lại đây, kể từ sau All I Ever Wanted (2009); và cũng là album thứ ba trên tổng số. Tuần thứ hai trên bảng xếp hạng, album tụt xuống vị trí #12 với doanh số đạt 32.000 bản; trở thành album có bước tụt khỏi vị trí quán quân Billboard 200 lớn nhất kể từ sau bước tụt từ vị trí #1 xuống #19 của album 1000 Forms of Fear vào tháng 8 năm 2014. Tính đến cuối tháng 4 năm 2015, album đã bán ra 153.000 bản tại Mỹ. Một năm sau ngày phát hành, album quay trở lại top 10 của bảng xếp hạng, nhảy từ vị trí 120 lên vị trí thứ 6 với 44.000 đơn vị và 19.000 bản bán ra. Đây là lần đầu tiên album nằm trong top 10 kể từ sau khi ra mắt ở vị trí quán quân vào ngày 21 tháng 3 năm 2015, nhờ màn trình diễn đầy cảm xúc của Clarkson trong mùa thứ 15 của American Idol. Với việc nhảy 114 bậc trên bảng xếp hạng, Piece by Piece là album có bước nhảy dài nhất lên top 10 của Billboard 200 trong vòng 5 năm.
Trên toàn cầu, album ra mắt trong top 10 của các bảng xếp hạng ARIA Albums Chart, IRMA Artist Albums Chart và trong top 20 của các bảng xếp hạng Dutch Mega Album Top 100 và Official New Zealand Albums Chart. Tại Vương quốc Anh, album xuất hiện ở vị trí thứ 6 trên bảng xếp hạng Official UK Albums Chart với doanh số đạt hơn 14.000 bản, trở thành album thứ năm và cũng là đầu tiên sau Stronger (2011) lọt vào top 10 của bảng xếp hạng.

## Danh sách và thứ tự bài hát
| Piece by Piece – Phiên bản chuẩn | Piece by Piece – Phiên bản chuẩn        | Piece by Piece – Phiên bản chuẩn                              | Piece by Piece – Phiên bản chuẩn | Piece by Piece – Phiên bản chuẩn |
| STT                              | Nhan đề                                 | Sáng tác                                                      | Sản xuất                         | Thời lượng                       |
| -------------------------------- | --------------------------------------- | ------------------------------------------------------------- | -------------------------------- | -------------------------------- |
| 1.                               | "Heartbeat Song"                        | Kara DioGuardi Jason Evigan Audra Mae Mitch Allan             | Greg Kurstin Jason Halbert [a]   | 3:18                             |
| 2.                               | "Invincible"                            | Sia Furler Jesse Shatkin Stephen Mostyn Warren "Oak" Felder   | Shatkin Steve Mostyn b ] Oak b   | 3:58                             |
| 3.                               | "Someone"                               | Matthew Koma                                                  | Kurstin Halbert [a]              | 3:39                             |
| 4.                               | "Take You High"                         | Shatkin Maureen "Mozella" McDonald                            | Shatkin                          | 4:20                             |
| 5.                               | "Piece by Piece"                        | Kelly Clarkson Kurstin                                        | Kurstin                          | 4:17                             |
| 6.                               | "Run Run Run" (hợp tác với John Legend) | Tim James Antonina Armato Joacim Persson Ry Cuming David Jost | Halbert                          | 4:32                             |
| 7.                               | "I Had a Dream"                         | Clarkson Kurstin                                              | Kurstin                          | 3:58                             |
| 8.                               | "Let Your Tears Fall"                   | Furler Kurstin                                                | Kurstin                          | 3:55                             |
| 9.                               | "Tightrope"                             | Clarkson Kurstin                                              | Kurstin                          | 3:32                             |
| 10.                              | "War Paint"                             | Joleen Belle Julia Michaels Nolan Lambroza                    | Halbert                          | 3:44                             |
| 11.                              | "Dance with Me"                         | Dan Rockett                                                   | Kurstin                          | 4:20                             |
| 12.                              | "Nostalgic"                             | Justin Tranter Ryland Blackinton Dan Keyes Vaughn Oliver      | Halbert                          | 3:37                             |
| 13.                              | "Good Goes the Bye"                     | Shane McAnally Natalie Hemby Jimmy Robbins                    | Halbert Eric Olson               | 3:21                             |
| Tổng thời lượng:                 | Tổng thời lượng:                        | Tổng thời lượng:                                              | Tổng thời lượng:                 | 50:31                            |

| Piece by Piece – Bài hát thêm cho phiên bản cao cấp | Piece by Piece – Bài hát thêm cho phiên bản cao cấp | Piece by Piece – Bài hát thêm cho phiên bản cao cấp | Piece by Piece – Bài hát thêm cho phiên bản cao cấp | Piece by Piece – Bài hát thêm cho phiên bản cao cấp |
| STT                                                 | Nhan đề                                             | Sáng tác                                            | Sản xuất                                            | Thời lượng                                          |
| --------------------------------------------------- | --------------------------------------------------- | --------------------------------------------------- | --------------------------------------------------- | --------------------------------------------------- |
| 14.                                                 | "Bad Reputation"                                    | Clarkson Kelly Sheehan Kurstin Bonnie McKee         | Kurstin                                             | 3:18                                                |
| 15.                                                 | "In the Blue"                                       | Clarkson Shatkin Anjulie Persaud Fransisca Hall     | Shatkin                                             | 4:41                                                |
| 16.                                                 | "Second Wind"                                       | Chris DeStefano McAnally Maren Morris               | DeStefano Halbert [a]                               | 3:15                                                |
| Tổng thời lượng:                                    | Tổng thời lượng:                                    | Tổng thời lượng:                                    | Tổng thời lượng:                                    | 61:45                                               |

| Piece by Piece – Bài hát thêm cho phiên bản tại thị trường Nhật Bản. | Piece by Piece – Bài hát thêm cho phiên bản tại thị trường Nhật Bản. | Piece by Piece – Bài hát thêm cho phiên bản tại thị trường Nhật Bản. | Piece by Piece – Bài hát thêm cho phiên bản tại thị trường Nhật Bản. | Piece by Piece – Bài hát thêm cho phiên bản tại thị trường Nhật Bản. |
| STT                                                                  | Nhan đề                                                              | Sáng tác                                                             | Người phối khí lại                                                   | Thời lượng                                                           |
| -------------------------------------------------------------------- | -------------------------------------------------------------------- | -------------------------------------------------------------------- | -------------------------------------------------------------------- | -------------------------------------------------------------------- |
| 17.                                                                  | "Heartbeat Song" (Dave Audé phối khí lại)                            | DioGuardi Evigan Mae Allan                                           | Dave Audé                                                            | 3:47                                                                 |
| Tổng thời lượng:                                                     | Tổng thời lượng:                                                     | Tổng thời lượng:                                                     | Tổng thời lượng:                                                     | 65:40                                                                |

Chú thích
- ^[a]  chỉ người sản xuất giọng hát.
- ^[b]  chỉ người hỗ trợ sản xuất.

## Xếp hạng
| Bảng xếp hạng (2015)                                 | Vị trí cao nhất |
| ---------------------------------------------------- | --------------- |
| Album Úc (ARIA)                                      | 5               |
| Album Áo (Ö3 Austria)                                | 27              |
| Album Bỉ (Ultratop Vlaanderen)                       | 39              |
| Album Bỉ (Ultratop Wallonie)                         | 90              |
| Album Canada (Billboard)                             | 4               |
| Album Hà Lan (Album Top 100)                         | 18              |
| Album Pháp (SNEP)                                    | 123             |
| Album Đức (Offizielle Top 100)                       | 30              |
| Album Ireland (IRMA)                                 | 8               |
| Album Nhật Bản (Oricon)                              | 278             |
| Album Hàn Quốc (Circle)                              | 32              |
| Album New Zealand (RMNZ)                             | 12              |
| Album Tây Ban Nha (PROMUSICAE)                       | 44              |
| Album Scotland (OCC)                                 | 5               |
| Album Thụy Điển (Sverigetopplistan)                  | 22              |
| Album Thụy Sĩ (Schweizer Hitparade)                  | 29              |
| Album Anh Quốc (OCC)                                 | 6               |
| Album Hoa Kỳ Billboard 200                           | 1               |
| Album Hoa Kỳ Digital (Billboard)                     | 1               |
| Đã nhập bảng xếp hạng không hợp lệ BillboardSales\|1 |                 |

| Bảng xếp hạng (2015) | Vị trí |
| -------------------- | ------ |
| Hoa Kỳ Billboard 200 | 105    |

## Lịch sử phát hành
| Khu vực                                 | Ngày phát hành      | Định dạng          | Nhãn hiệu        | Phiên bản            | Mã catalog         | Nguồn  |
| --------------------------------------- | ------------------- | ------------------ | ---------------- | -------------------- | ------------------ | ------ |
| Úc\| rowspan="4" \| 27 tháng 2 năm 2015 | CD Tải kĩ thuật số  | Sony Music         | Cao cấp          | 88875070862          | [ 48 ]             |        |
| châu Âu                                 | CD Tải kĩ thuật số  | Sony Music         | Chuẩn            | 88875070852          | [ 5 ]              |        |
| châu Âu                                 | CD Tải kĩ thuật số  | Sony Music         | Cao cấp          | 88875070862          | [ 48 ]             |        |
| New Zealand                             | CD Tải kĩ thuật số  | Sony Music         | Cao cấp          | 88875070862          | [ 48 ]             |        |
| châu Á                                  | CD Tải kĩ thuật số  | Sony Music         | Cao cấp          | 88875070862          | 2 tháng 3 năm 2015 | [ 70 ] |
| Đan Mạch                                | CD Tải kĩ thuật số  | Sony Music         | Cao cấp          | 88875070862          | 2 tháng 3 năm 2015 | [ 70 ] |
| Pháp                                    | CD Tải kĩ thuật số  | Sony Music         | Cao cấp          | 88875070862          | 2 tháng 3 năm 2015 | [ 70 ] |
| Hy Lạp                                  | CD Tải kĩ thuật số  | Sony Music         | Cao cấp          | 88875070862          | 2 tháng 3 năm 2015 | [ 70 ] |
| Hungary                                 | CD Tải kĩ thuật số  | Sony Music         | Cao cấp          | 88875070862          | 2 tháng 3 năm 2015 | [ 70 ] |
| Na Uy                                   | CD Tải kĩ thuật số  | Sony Music         | Cao cấp          | 88875070862          | 2 tháng 3 năm 2015 | [ 70 ] |
| Tây Ban Nha                             | CD Tải kĩ thuật số  | Sony Music         | Cao cấp          | 88875070862          | 2 tháng 3 năm 2015 | [ 70 ] |
| Vương quốc Anh                          | CD Tải kĩ thuật số  | RCA                | Cao cấp          | 88875070862          | 2 tháng 3 năm 2015 | [ 70 ] |
| Canada                                  | CD Tải kĩ thuật số  | 3 tháng 3 năm 2015 | Sony Music       | Chuẩn                | 88875070852        | [ 6 ]  |
| Canada                                  | CD Tải kĩ thuật số  | 3 tháng 3 năm 2015 | Sony Music       | Cao cấp              | 88875070862        | [ 1 ]  |
| Ý                                       | CD Tải kĩ thuật số  | 3 tháng 3 năm 2015 | Sony Music       | Cao cấp              | 88875070862        | [ 1 ]  |
| Nhật Bản                                | CD Tải kĩ thuật số  | 3 tháng 3 năm 2015 | Sony Music Japan | Cao cấp              | 88875070862        | [ 1 ]  |
| Mĩ La-tinh                              | CD Tải kĩ thuật số  | 3 tháng 3 năm 2015 | Sony Music       | Cao cấp              | 88875070862        | [ 1 ]  |
| Bồ Đào Nha                              | CD Tải kĩ thuật số  | 3 tháng 3 năm 2015 | Sony Music       | Cao cấp              | 88875070862        | [ 1 ]  |
| Hoa Kỳ                                  | CD Tải kĩ thuật số  | 3 tháng 3 năm 2015 | RCA 19           | Chuẩn                | 88875070852        | [ 6 ]  |
| Hoa Kỳ                                  | CD Tải kĩ thuật số  | 3 tháng 3 năm 2015 | RCA 19           | Cao cấp              | 88875070862        | [ 1 ]  |
| Hoa Kỳ                                  | Box set             | 3 tháng 3 năm 2015 | RCA 19           | Phiên bản giới hạn   | —                  | [ 2 ]  |
| Brazil                                  | 10 tháng 3 năm 2015 | CD                 | Sony Music       | Cao cấp              | 88875070862        | [ 71 ] |
| Hoa Kỳ                                  | 24 tháng 3 năm 2015 | 2×LP               | RCA 19           | Chuẩn                | 88875070861        | [ 8 ]  |
| Nhật Bản                                | 25 tháng 3 năm 2015 | CD                 | Sony Music Japan | phiên bản tiếng Nhật | SICP-4400          | [ 49 ] |